# Korytarz Mormoński

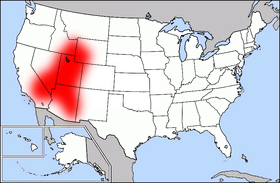
Korytarz Mormoński, oznaczony na czerwono

Korytarz Mormoński – określenie ziem na Zachodzie Ameryki Północnej, które zostały skolonizowane między 1850 rokiem a około 1890 r. przez członków Kościoła Jezusa Chrystusa Świętych w Dniach Ostatnich (skr. ang. LDS Church), powszechnie zwanych mormonami.
W literaturze akademickiej, jest też powszechnie nazywany „regionem kultury mormonów”. W odniesieniu do obszaru również używana jest nazwa „pas Księgi Mormona” jako kulturowy odnośnik do nazwy pas biblijny – obszaru na południowym wschodzie Stanów Zjednoczonych, i Księgi Mormona. Teren ten nazywany jest „pasem galaretkowym” (ang. Jell-O Belt), gdyż na tym obszarze, szczególnie w stanie Utah, spożycie galaretki Jell-O jest dwukrotnie większe niż gdziekolwiek indziej na świecie.

## Położenie

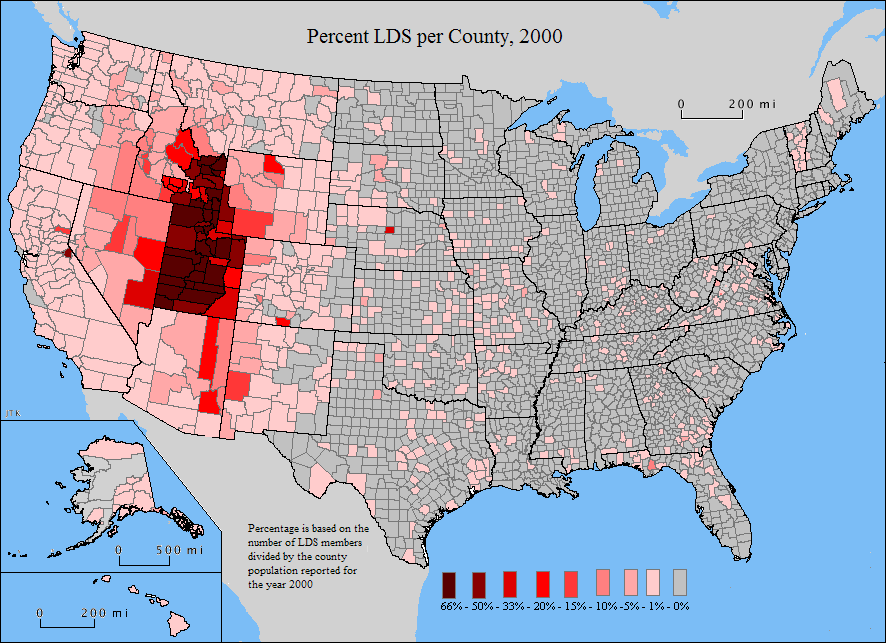
Mapa procentowa ludności mormońskiej Stanów Zjednoczonych w skali hrabstw w 2000 r.

Zaczynając od stanu Utah, korytarz poszerza się na północ przez zachód stanu Wyoming i wschód stanu Idaho do parku narodowego Yellowstone. Przechodzi od południa do San Bernardino w Kalifornii na zachodzie i przez Mese w Arizonie na wschodzie, przechodzi na południe do granicy amerykańsko-meksykańskiej. Osady w Utah i na południu jego regionu – Wasatch Front, rozciągają się od St. George ku południu do Nephi na północnym wschodzie, uwzględniając dorzecze rzeki Sevier.